# Rhode (Bibel)

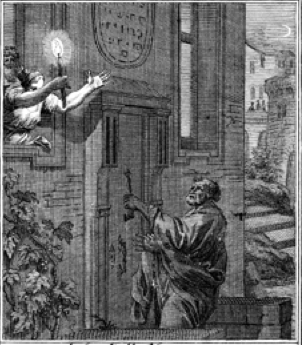
Rückkehr des Petrus; Holzschnitt von Johann Christoph Weigel, 1695

Rhode (altgriechisch Ῥόδη) war eine in Jerusalem lebende Magd, von der im Neuen Testament der Bibel berichtet wird (Apg 12,12–17 ).
Nachdem Petrus auf Befehl von König Herodes Agrippa I. um das Jahr 44 n. Chr. gefangen genommen wurde, wurde er nach dem Bericht der Apostelgeschichte von Gott nachts durch einen Engel befreit. Anschließend ging er zum Haus der Maria, der Mutter des Johannes mit dem Beinamen Markus, wo mehrere Mitglieder der Jerusalemer Urgemeinde versammelt waren. Als Petrus dort anklopfte, kam Rhode zur Tür, um nachzusehen, wer dort klopft. Nachdem sie seine Stimme erkannt hatte, lief sie vor Freude zunächst ins Innere des Hauses zurück, statt die Tür zu öffnen. Die Anwesenden glaubten ihr zunächst nicht. Als Rhode auf ihrer Behauptung bestand, dachten sie, dass es sich um einen Engel handeln müsse (eine leibhaftige Befreiung des Petrus schien ihnen trotz ihres Gebets als so unglaublich, dass sie eher an die Erscheinung eines Schutzengels glaubten, die damals als himmlische Ebenbilder des Schutzbefohlenen vorgestellt wurden). Erst nachdem Petrus weiter anklopfte, wurde er schließlich eingelassen. In der Folge dieser Ereignisse verließ Petrus Jerusalem, woraufhin Jakobus die Leitung der Jerusalemer Gemeinde übernahm. Petrus kümmerte sich danach vor allem um die christlichen Gemeinden außerhalb Palästinas.